# تصنيف التدخلات التمريضية

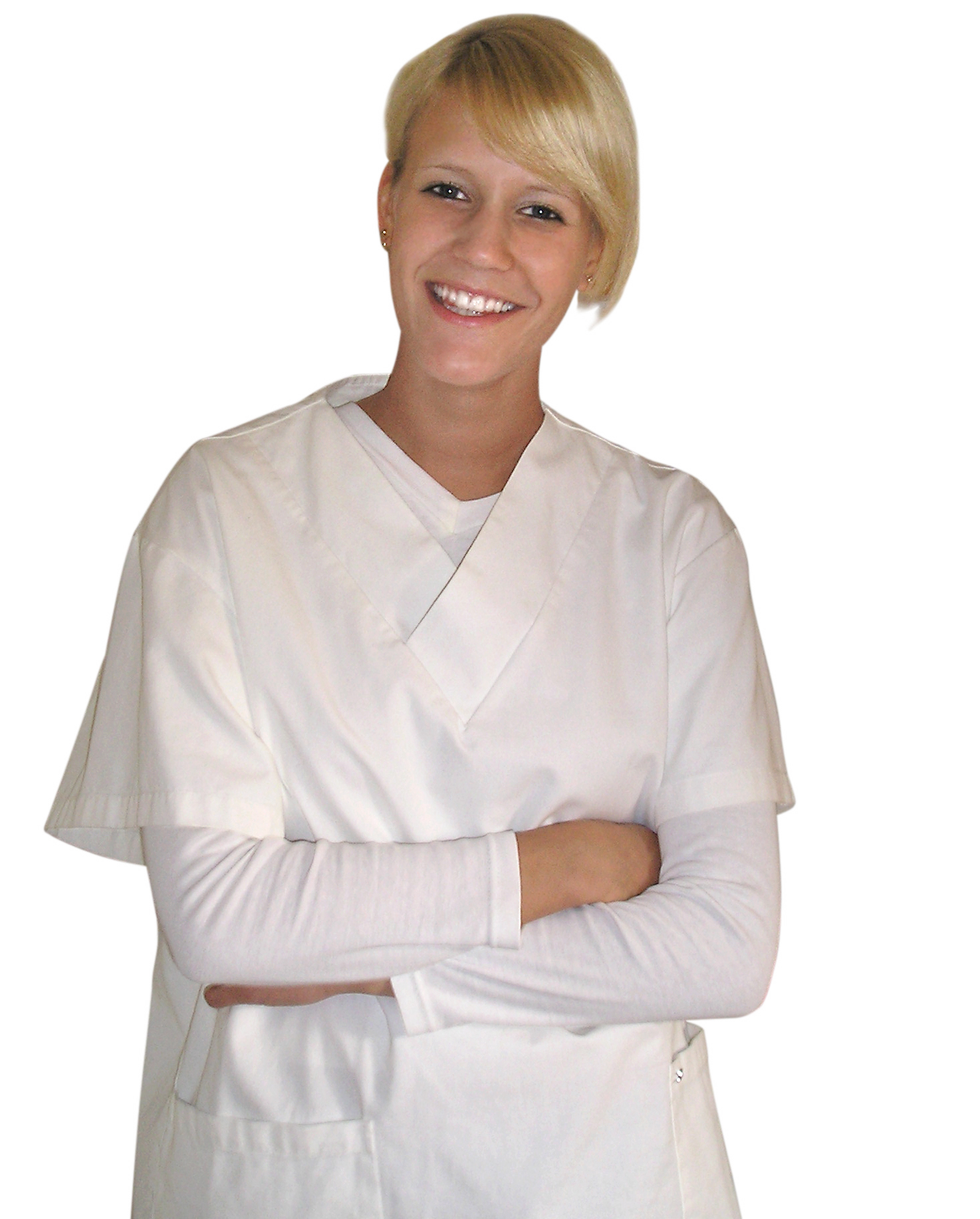

تصنيف التدخلات التمريضية (بالإنجليزية: Nursing Interventions Classification)‏ هو عبارة عن نظام تصنيف الرعاية الذي يصف الأنشطة التي يقوم بها الممرضون كجزء من مرحلة التخطيط (Planning phase) من عملية التمريض [Nursing process] مرتبط مع وضع خطة الرعاية التمريضية [Nursing care plan].
تصنيف التدخلات التمريضية مزوّد بـِ أربع مستويات هرمية أول مستويان يحتويان على قائمة مكونة من 433 تدخلا (Interventions) مختلفا، ولكل منها تعريف عام، ثم في المستوى الأرضي قائمة بعدد متغير من الأنشطة الخاصة التي يمكن للممرض القيام بها لاستكمال التدخلات. يشكل المستويان الثانيان تصنيفا يتم فيهما تجميع كل تدخل في 27 فصلا، ويتم تجميع كل فصل في 6 مجالات.
القصد من هذا الهيكل هو التسهيل على الممرض في اختيار التدخل المناسب للحالة، واستخدام الكمبيوتر لوصف التدخلات من حيث التسميات الموحدة للتصنيفات والمجالات.
والمقصد الآخر هو لتسهيل استخدام الحد الأدنى من البيانات التمريضية (Nursing Minimum Data Set NMDS).